# Gaspard va au mariage
Pour plus de détails, voir Fiche technique et Distribution.
Gaspard va au mariage est une comédie dramatique française réalisée par Antony Cordier et sortie en 2018.

## Synopsis
Gaspard, 25 ans, doit assister au remariage de son père et en profite pour renouer des liens avec les membres de sa famille. Pour l'occasion, il demande à Laura, qu'il a rencontrée par hasard dans le train, de faire semblant d'être sa petite amie...

## Fiche technique
- Titre : Gaspard va au mariage
- Réalisation : Antony Cordier
- Scénario : Antony Cordier, Julie Peyr et Nathalie Najem
- Photographie : Nicolas Gaurin
- Montage : Christel Dewynter
- Costumes : Pierre Canitrot
- Décors : Julia Lemaire
- Musique : Thylacine
- Producteur : Nicolas Blanc
  - Coproducteur : Patrick Quinet
- Production : Agat Films & Cie - Ex Nihilo
  - Coproduction : Artémis Productions et Shelter prod
  - En association avec : SOFICA LBPI 10, Manon 7 et Sofitvciné 4
- Distribution : Pyramide Distribution
- Pays d’origine :  France
- Langue originale : français
- Genre : comédie dramatique
- Durée : 105 minutes
- Dates de sortie :
  - France : 23 octobre 2017 (Festival de Bordeaux) ; 31 janvier 2018 (sortie nationale)
  - Belgique : 7 mars 2018

## Distribution
- Félix Moati : Gaspard
- Lætitia Dosch : Laura
- Christa Theret : Coline, la sœur de Gaspard
- Johan Heldenbergh : Maxime, le père de Gaspard
- Guillaume Gouix : Virgil, le frère de Gaspard
- Marina Foïs : Peggy, la fiancée de Maxime
- Vincent Deniard : l'amoureux de Coline
- Noémie Alazard Vachet : la mariée tatouée
- Élodie Bouchez : la mère de Gaspard
- Elsa Houben : Coline à 13 ans

## Production
Le tournage s'est déroulé en partie au parc zoologique du Reynou, en Haute-Vienne.

## Accueil

### Accueil critique
En France, le site Allociné recense une moyenne des critiques presse de 3,8/5, et des critiques spectateurs à 3,4/5.

### Box-office
- France  : 132 533 entrées[2]